# 朝日共販
朝日共販株式会社（あさひきょうはん）は、愛媛県西宇和郡伊方町に本社を置く水産加工会社。

## 概要
石材や漁業の福島産業がシラスの加工販売会社として1995年に設立。佐田岬周辺で自社で水揚げしたシラスの加工・販売の他、カニなどの各種水産物の加工販売を手がけている。

## 事業所
- 本社 - 愛媛県西宇和郡伊方町川之浜652-1
- 松山営業所 - 愛媛県松山市南吉田町1497-1（佐田岬の鬼内）
- 関西事業所 - 兵庫県神戸市東灘区深江浜町112
- 東京営業所 - 東京都中央区京橋1-17-1 昭美京橋第二ビル6階

## 沿革
- 1928年1月 - 福島善七が「福島石材店」を創業。
- 1961年4月 - 地引網を開始し水産業に進出する。
- 1970年4月 - 機船引き網（パッチ網）ちりめん漁を開始。
- 1977年11月 - 資本金500万円を出資し法人設立。
- 1986年11月 - 石材工場を開設。
- 1989年10月 - 水産物加工場を新設。
- 1995年12月 - 「朝日共販株式会社」を設立。
- 1997年9月 - 冷凍倉庫を開設。
- 1998年5月 - 大阪営業所を開設（泉佐野市で加工場を稼働）。
- 2004年5月 - ISO9001、2000を取得。
- 2005年5月 - 本社（HACCP対応型）工場を新設。
- 2006年
  - 1月 - 神戸工場を新設。
  - 9月 - 東京営業所を開設する。
- 2009年5月 - ISO 14001を取得。
- 2010年
  - 3月 - 松山営業所を開設。
  - 4月 - しらすパーク及び新工場・冷蔵庫棟を建設。
- 2015年4月 - 株式会社佐田岬の鬼を設立する。
- 2016年4月 - ちりめん工場を新築する。
- 2019年1月 - 漁船に巻き付くなど厄介者とされる海藻アカモクを活用したドレッシングなどを愛媛大学と開発し、販売開始[2]。
- 2020年5月 - 伊方町観光交流拠点施設「佐田岬はなはな」リニューアルオープン
- 2022年
  - 3月 - 関西事業所の新社屋を設立。
  - 5月 - 新ブランドネーム「Seatas（シータス）」を立ち上げる[3]。
- 2023年4月 - FSSC22000を取得。

## グループ会社
- 福島産業有限会社（石材加工業、不動産業、水産業）
- 株式会社佐田岬の鬼（海産物加工・販売）